# Снижение энергетического потенциала
Сниже́ние (реду́кция) энергети́ческого потенциа́ла — негативный психопатологический синдром, выражающийся главным образом постоянным снижением психической активности и уровня психической энергии, продуктивности, работоспособности, целенаправленности и побуждений к деятельности, вплоть до полной бездеятельности и утраты интересов, а также неспособность усваивать новую информацию и активно пользоваться знаниями. Чаще всего применяется к шизофрении.

## Основная информация
Проявляется данный синдром тем, что больному становится труднее работать или учиться. Любая деятельность, особенно интеллектуальная, требует всё больше и больше напряжения. Возникают затруднения в концентрации внимания. В связи со снижением энергетического потенциала возникает трудность восприятия новой информации, а иногда и возникает полная интеллектуальная несостоятельность. Наиболее тяжелой формой редукции энергетического потенциала является шизофренический апатоабулический дефект, который выражается в отсутствии воли, желаний и побуждений к любому виду деятельности в сочетании с эмоциональным безразличием не только к окружающим, но и к самому себе, с вялостью, а иногда и обездвиженностью. Во многих случаях при мягком течении шизофрении снижение энергетического потенциала отсутствует, а иногда постпроцессуальная энергия больного производит впечатление даже повышенной в связи с узким приложением активности только в сфере сверхценных интересов и сужением круга других интересов.

## Расстройства, для которых характерен синдром
Снижение энергетического потенциала ярче всего характерно для шизофренического слабоумия, наряду с аутизмом и эмоциональным оскудением, достигающим степени эмоциональной тупости:229. Снижение является одним из основных негативных признаков простого типа шизофрении. Гебефренический вариант ядерной шизофрении также начинается со снижения энергетического потенциала:428. При дебюте злокачественно текущей юношеской шизофрении с самого начала выступает резкое снижение энергетического потенциала, наряду с резким огрубением эмотивной сферы и остановкой развития личности:43. При прогредиентной параноидной шизофрении также с начальной стадии болезни наблюдается отчётливое падение психической активности («энергетического потенциала»):41.

## Метафизическая интоксикация
Снижение энергетического потенциала часто сопровождается метафизической интоксикацией, при которой больные принимаются за «решение» глобальных научных / философских проблем, например, неадекватно сильно озабочены смыслом жизни или её происхождением и затрачивают много времени на изучение специализированной литературы:426. Однако практических результатов подобная деятельность не приносит. У больных наблюдается резкое снижение продуктивности любой творческой деятельности:426.

## Лечение
В случае отсутствия в клинической картине продуктивной симптоматики могут использоваться психостимуляторы. А. В. Снежневский рекомендовал назначать психостимуляторы и при ремиссиях шизофрении (преимущественно астенического круга) с нерезко выраженным снижением энергетического потенциала.
Способность антипсихотиков снижать выраженность первичной негативной симптоматики подвергается сомнению. Предполагается, что они сами могут усугублять негативную симптоматику. Метаанализ 2014 года, включивший 168 рандомизированных контролируемых испытаний, в которых рассматривались такие разновидности лечения негативной симптоматики шизофрении, как применение атипичных антипсихотиков, антидепрессантов, психологическое вмешательство и пр., показал, что разница между этими видами лечения и плацебо статистически мала и не достигает порога клинически значимого улучшения.